# Venice Bitch
«Venice Bitch» (с англ. — «Стервочка из Венис») — песня американской певицы Ланы Дель Рей, написанная ею и Джеком Антоноффом, по совместительству и спродюсировавшим её, с альбом Norman Fucking Rockwell! (2019). Премьера трека на радио Beats 1, наряду с цифровым релизом, состоялась 18 сентября 2018 года.

## История создания

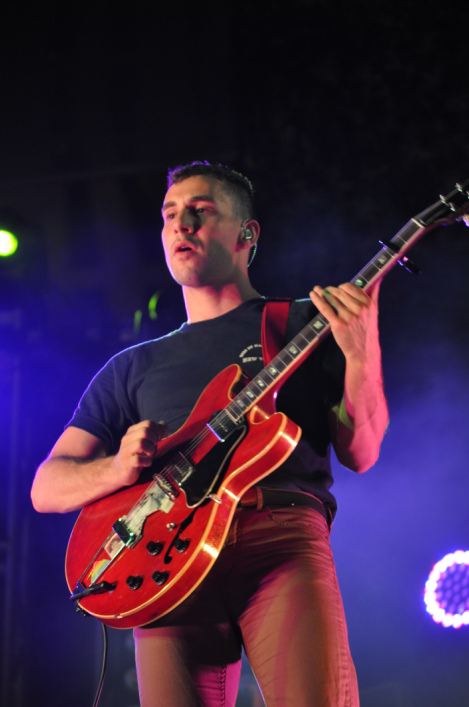
Джек Антонофф, соавтор и сопродюсер «Venice Bitch».

7 сентября 2018 года, через аккаунт в Instagram, Дель Рей анонсировала выход двух новых песен, «идеально подходящих для завершения лета», раскрыв название одной из двух — «Mariners Apartment Complex». К тому же исполнительница подтвердила, что оба трека были спродюсированы Джеком Антоноффом, лауреатом трёх премий «Грэмми», а над сведением работала звукорежиссёр Лора Сиск. Название второй песни («Venice Bitch»), так же как и дата её релиза (18 сентября), было раскрыто в пресс-релизе, опубликованном изданием The Fader 12 сентября. К тому же 7 сентября исполнительница опубликовала снимок, позднее оказавшийся обложкой «Mariners Apartment Complex», — Дель Рей запечатлена в футболке с надписью «Venice Bitch», названием второго сингла. 17 сентября исполнительница подтвердила выход песни 18 сентября в программе Зейна Лоу на радиостанции Beats 1, также опубликовав 30-секундный отрывок композиции. За несколько часов до премьеры, Зейн Лоу сообщил, что длительность песни составляет около десяти минут — таким образом, «Venice Bitch» стала самой длинной композицией певицы. Помимо прозвучавшей на Beats 1 «Venice Bitch», Дель Рей дала телефонное интервью, где поделилась подробностями создания трека.
Я сыграла её [песню] лейблу, подумав при этом: «Пожалуй, это именно тот сингл, который я хочу выпустить». И они сказали: „10 минут? Ты нас разыгрываешь? Да ещё и название «Venice Bitch»“. Они такие: «За что ты так с нами? Ты можешь просто написать хорошую трёхминутную поп-песню?» Я подумала: «Ну, конец лета, — некоторые просто хотят проехаться 10 минут, немного потерявшись в звучании электрогитар. Оригинальный текст (англ.)I played it for my managers and I was like, „Yeah, I think this is the single I want to put out». And they were like, «It’s 10 minutes long. Are you kidding me? It’s called «Venice Bitch»“. Like, «Why do you do this to us? Can you make a three minute normal pop song?» I was like, «Well, end of summer, some people just wanna drive around for 10 minutes get lost in some electric guitar».

## Музыкальный стиль и критика
«Venice Bitch» — психоделическая поп-песня. В журнале Rolling Stone писали, что трек «начинается как нежная баллада, и Дель Рей вновь затрагивает темы юной любви и современной Америки, напевая об этом под акустическую гитару и утончённые струнные: „Мороженое и снежная королева, / Я мечтаю в джинсах и кожанке, / Жизнь — это сон, и я хочу быть милой с тобой. / О боже, мои губы скучают по тебе, / Это я, твоя маленькая стервочка из Венис“. На середине „Venice Bitch“ становится просто божественной психоделической импровизацией, и затем постепенно переходит к церебральной и неоднозначной концовке». Название композиции — это игра слов: в Лос-Анджелесе, где Дель Рей живёт с 2013 года, в районе Венис есть одноимённый пляж Венис-Бич (англ. Venice Beach), и в данном случае «beach» (с англ. — «пляж») созвучно с ругательным словом «bitch» (с англ. — «стерва») из названия трека.
После выпуска, «Venice Bitch» удостоилась звания «Лучшего нового трека» от американского издания Pitchfork. Рецензент Сэм Содомски подчеркнул: «[„Venice Bitch“] отличается от всего, что она [Дель Рей] когда-либо писала, но для того, чтобы осознать это, требуется некоторое время. Наряду с характерными меланхоличными гитарными мотивами Лана открывает песню серией классических ланаизмов (англ. lana-isms): признаёт, что у неё больше нет сил волноваться, рифмует „мороженое“ со „снежной королевой“, намекает на мечты в джинсах и коже. <…> Тебе кажется, что ты уже слышал это раньше и что Лана здесь, рядом с тобой. „Ты пишешь песни, я гастролирую / И мы просто делаем это“ — поёт она о тех, кто давно привык к рутине. Но, как это часто бывает, когда мы начинаем чувствовать себя комфортно, все сходит с рельсов». Критик также отметил и длительность композиции — 10 минут, — на сегодняшний день это самая длинная песня Дель Рей. Позднее Pitchfork присвоил песне 37-ю строчку в списке ста лучших песен 2018 года.

## Музыкальное видео
Видеоклип на песню был представлен в YouTube одновременно с выходом трека. Режиссёром ролика выступила Кэролайн «Чак» Грант, младшая сестра Дель Рей.
В съёмке видео приняли участие девушки из подтанцовки Ланы Дель Рей (Эшли Родригес и Александрия Кэйе). Видеоклип выполнен в ретро-стилистике и содержит множество повторяющихся «гипнотических» фрагментов.

## Живое исполнение
30 октября 2018 года Дель Рей сделала неожиданное выступление на конференции «Apple Event» в Бруклине. Певица под аккомпанемент Джека Антоноффа исполнила укороченную и цензурированную версию песни, назвав её «Venice Chick» (с англ. — «Цыпочка из Венис»). Кроме того, Лана Дель Рей впервые представила общественности песню «How to Disappear» (с англ. — «Способ исчезнуть»). 6 декабря того же года в Нью-Йорке певица исполнила «Venice Bitch» на благотворительном концерте «Ally Coalition Tallent Show», организованном Джеком Антоноффом.

## Список композиций
| №  | Название       | Автор(ы)                     | Продюсер(ы)        | Длительность |
| -- | -------------- | ---------------------------- | ------------------ | ------------ |
| 1. | «Venice Bitch» | Лана Дель Рей, Джек Антонофф | Дель Рей, Антонофф | 9:42         |

## Участники записи
Данные адаптированы с сайта Tidal.
- Лана Дель Рей — вокал, автор песни, продюсер
- Джек Антонофф — автор песни, продюсер, электрогитара, бас-гитара, драм-машина, ударная установка, меллотрон, синтезатор
- Лора Сиск — сведение